# Al fossat
Al fossat és una pel·lícula documental espanyola del 2012 dirigida per Ricardo Íscar, la seva tercer pel·lícula després de La danza de los espíritus (2010) i Tierra negra (2004), sobre els músics de l'Orquestra Simfònica del Gran Teatre del Liceu de Barcelona. Fou una producció de Bausan Films, coproduïda per Televisió de Catalunya en col·laboració amb Televisió Espanyola. Es va estrenar el 29 de juny de 2012. Ha estat doblada al català.

## Sinopsi
El documental mostra com funciona un teatre d'òpera per dins. Mostra com diferents músics amb diferents instruments, vestits tots de negre i procedents de llocs tan llunyans com Brasil, la Xina, Mongòlia o Albània, des de l'amagatall al fossat d'orquestra, s'esforcen en crear una unitat i no ser vistos.

## Premis
Als Premis Gaudí de 2013 fou guardonat amb el Gaudí a la millor pel·lícula documental. Va rebre un premi especial del jurat al millor documental al Festival de Màlaga.